# Diuka
Diuka är en sjö i Arjeplogs kommun i Lappland och ingår i Piteälvens huvudavrinningsområde. Sjön har en area på 0,152 kvadratkilometer och ligger 574 meter över havet. Diuka ligger i Hornavan-Sädvajaure fjällurskog Natura 2000-område.

## Delavrinningsområde
Diuka ingår i det delavrinningsområde (737318-158074) som SMHI kallar för Utloppet av Stuor Guoudelis. Medelhöjden är 574 meter över havet och ytan är 5,04 kvadratkilometer. Det finns inga avrinningsområden uppströms utan avrinningsområdet är högsta punkten. Vattendraget som avvattnar avrinningsområdet har biflödesordning 3, vilket innebär att vattnet flödar genom totalt 3 vattendrag innan det når havet efter 265 kilometer. Avrinningsområdet består mestadels av skog (82 procent). Avrinningsområdet har 0,92 kvadratkilometer vattenytor vilket ger det en sjöprocent på 18,3 procent.